# Вижницкая городская община
Вижницкая городская община (укр. Вижницька міська громада) — территориальная община в Вижницком районе Черновицкой области Украины.
Административный центр — город Вижница.
Население составляет 19538 человек. Площадь — 183,8 км².
В соответствии с распоряжением Кабинета Министров Украины от 12 июня 2020 года, в состав общины вошла территория Вижницкого городского совета, а также Виженского, Багнянского, Испаского, Милиевского, Черешенского и Черногузовского сельских советов Вижницкого района

## Населённые пункты
В состав общины входят 1 город и 9 сёл:
- Город Вижница
- Багнянский старостинский округ:
  - Багна
- Виженский старостинский округ:
  - Виженка
- Испаский старостинский округ:
  - Испас
  - Майдан
- Милиевский старостинский округ:
  - Кибаки
  - Милиево
  - Средний Майдан
- Черешенский старостинский округ:
  - Черешенка
- Черногузовский старостинский округ:
  - Черногузы